# Bruine kakkerlak
De bruine kakkerlak (Periplaneta brunnea) is een insect uit de orde kakkerlakken en de familie Blattidae. De soort werd voor het eerst geldig gepubliceerd door Burmeister in 1838. 
De soort komt voor in Afrika en kan 4 centimeter lang worden. De bruine kakkerlak is een omnivoor.

## Synoniemen
- Periplaneta ignota (Shaw, 1925)
- Periplaneta truncata (Krauss, 1892)
- Periplaneta concolor (Walker, 1868)
- Periplaneta patens (Walker, 1868)